# سیارک ۱۳۰۰۹
سیارک ۱۳۰۰۹ (به انگلیسی: 13009 Voloshchuk، نامگذاری:1985PB2) سیزده هزار و نهمین سیارک کشف شده‌است که در ۱۳ اوت ۱۹۸۵ کشف شد.
قدر مطلق سیارک برابر ۳۳.۸ است.